# Again (canción de Alice in Chains)

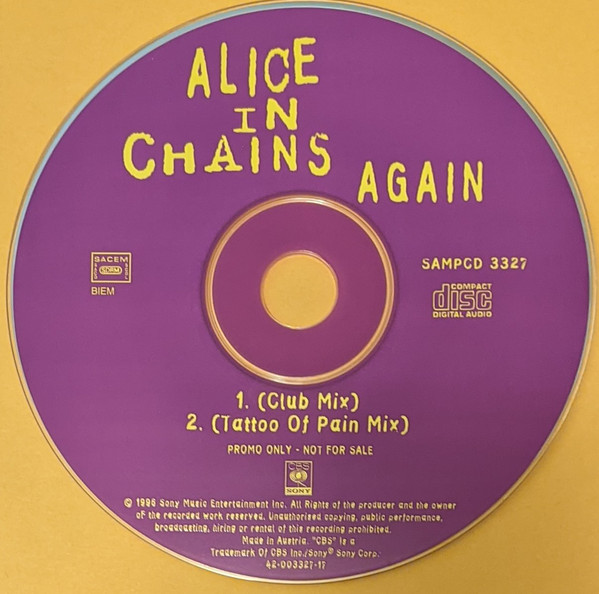
«Again» es una canción de la banda de metal alternativo y grunge, Alice in Chains, lanzada en su disco Alice in Chains escrita por Layne Staley y Jerry Cantrell.

«Again» es una canción de la banda de metal alternativo y grunge, Alice in Chains, lanzada en su disco Alice in Chains escrita por Layne Staley y Jerry Cantrell. El tema también fue incluido en los compilados Nothing Safe: Best of the Box, Greatest Hits y The Essential Alice in Chains. Un remix de la versión de estudio del tema fue incluido en el boxset Music Bank (1999).

## Lanzamiento y recepción
"Again" fue lanzado como un sencillo en 1996. La canción fue nominada a los premios Grammy como mejor tema Hard Rock en 1997.

## Video musical
El video musical para "Again" fue lanzado en 1996, fue dirigido por George Vale y el vocalista del grupo Layne Staley. El video musical fue nominado a los MTV Video Music Award como mejor video de rock en 1996. The video is available on the home video release Music Bank: The Videos y fue el último con Layne participando directamente en el video, ya que en el video musical de Get Born Again se usaron imágenes de archivo de él.

## Listado de canciones
Dependiendo de la versión del sencillo, se pueden encontrar los siguientes temas:
1. "Again" (LP version) (4:05)
2. "Again" (Trip Hop Mix) (4:38)
3. "Again" (Tattoo of Pain Mix) (4:03)
4. "Again" (Jungle Mix) (4:08)

## Personal
- Layne Staley – vocalista líder
- Jerry Cantrell – guitarras, voces adicionales
- –Mike Starr bajo, voces adicionales
- Sean Kinney – batería, percusión